# Dreieck München-Südwest
Dreieck München-Südwest is een knooppunt in de Duitse deelstaat Beieren
Op dit half-sterknooppunt in het zuidwesten van de stad München sluit de A99, de onvolledige Autobahnring van München aan op de A96 Memmingen-München.

## Verkeersintensiteiten
Dagelijks passeren ongeveer 100.000 voertuigen het knooppunt.
| Van                | Naar                     | Gemiddeld aantal voertuigen per dag | Percentage vrachtverkeer |
| ------------------ | ------------------------ | ----------------------------------- | ------------------------ |
| AS Germering-Süd   | AS München-Südwest       | 78.900                              | 6,0%                     |
| AS München-Südwest | AS München-Freiham-Süd   | 85.500                              | 3,7%                     |
| AS München-Südwest | AS München-Freiham-Mitte | 69.000                              | 7,9                      |

## Richtingen knooppunt
| Aansluitende wegen                                            | Aansluitende wegen | Aansluitende wegen | Aansluitende wegen | Aansluitende wegen                                                          |
| ------------------------------------------------------------- | ------------------ | ------------------ | ------------------ | --------------------------------------------------------------------------- |
| richting München-West Fürstenfeldbruck Stuttgart / Neurenberg |                    |                    |                    | richting München-Zentrum / -Sendling Garmisch-Partenkirchen Salzburg (A)(I) |
|                                                               |                    |                    |                    |                                                                             |
|                                                               |                    |                    |                    |                                                                             |
|                                                               |                    |                    |                    |                                                                             |
| richting Germering-Süd / Memmingen Lindau / (CH)              |                    |                    |                    |                                                                             |